# مسييه 44

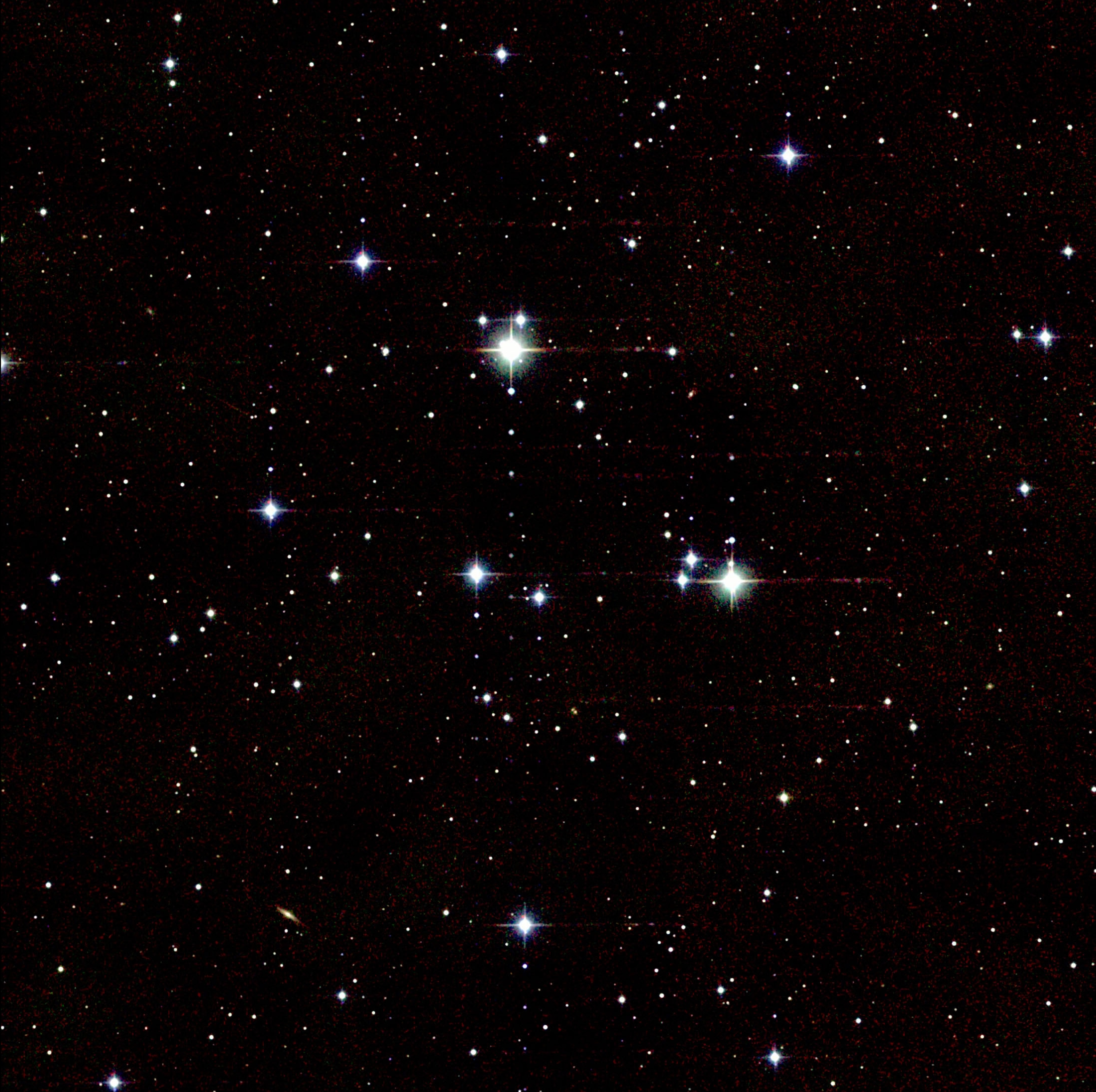

مسييه 44 أو م44 أو عنقود خلية النحلة  (بالإنجليزية: Beehive Cluster أو M44 أو (طبقا للفهرس العام الجديد NGC 2632)) أو النَّثْرَةُ  أو نَثْرَةُ الأَسَدِ  و هو تجمع نجمي مفتوح يقع في كوكبة السرطان قريب من المجموعة الشمسية و لا يوجد حالياً أتفاق على بُعد هذا النعقود النجمي حيث تتراوح ما بين 520 ـ 610 سنة ضوئية و لكن لا يوجد خلاف بين الباحثين على عمره و الذي يُقدر بـ 600 مليون سنة  و يظهر العنقود كأنه أحد السدم في الليالي المظلمة ، و لذلك مسييه 44 كان معروف منذ قديم الأزل. و قد وصفه الفلكي بيطليموس "بأنه سحابة مجسّمة في صدر كوكبة السرطان "، كما كان التجمع من أول التجمعات التي قام جاليليو بدراستها.

ويبدو أن عمر هذا التجمع يتزامن مع عمر تجمع هيادس وهو تجمع نجمي مفتوح، كما يضم كل منهما عددا من العمالقة الحمر والأقزام البيضاء مما تبين مراحلا طويلة في تطور النجوم، وهي تجمع في نفس الوقت نجوما مطابقة للمجموعة الرئيسية وتبدي تصنيف طيفي A و F و G و K و M.

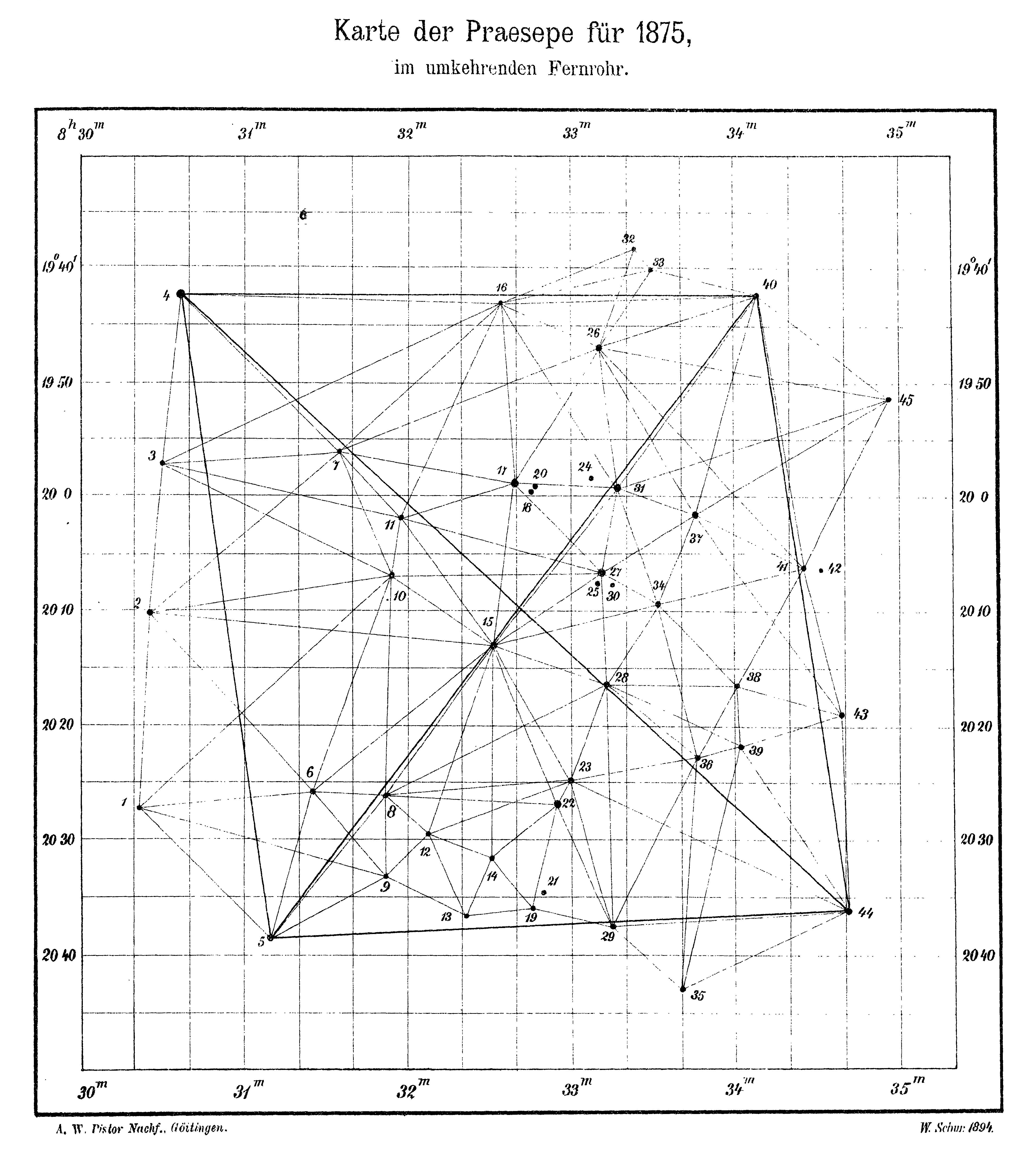
خريطة ويلهلم شور لمجموعة خلية النحل في عام 1894

و تسهل رؤية عنقود مسييه 44 عندما تكون كوكبة السرطان مرتفعة في السماء شمالاً، و يحدث هذا الأرتفاع خلال الفترة ما بين شهر فبراير ومايو من كل عام. و يمكن مشاهدته بسهولة بواسطة منظار حيث يشغل من السماء مساحة قطرها 95 دقيقة قوسية.

## تاريخ الأكتشاف
في عام 1609 لاحظ جاليليو لأول مرة عنقود خلية النحل تلسكوبياً وتمكن من رؤية 40 نجمة. و أضاف شارل ميسييه إلى كتالوجه الشهير في عام 1769 بعد قياس موقعه في السماء بدقة. إلى جانب سديم الجبار ومجموعة الثريا ، لوحظ أن إدراج ميسييه لعنقود خلية النحل أمر مثير للفضول ، حيث أن معظم أجرام مسييه كانت أكثر خفوتاً و يمكن الخلط بينها بسهولة أكبر مع المذنبات. الاحتمال الآخر هو أن ميسييه أراد ببساطة الحصول على كتالوج أكبر من منافسه العلمي نيكولاس لويس دو لكيل ، الذي أحتوى كتالوجه الذي كتبه عام 1755 على 42 جرم سماوي ، ولذا فقد أضاف بعض الأشياء الساطعة المعروفة لتعزيز قائمت.

## كواكب عنقود مسييه 44
في سبتمبر 2012 ، تم أكتشاف كوكبين يدوران حول نجوم منفصلة في عنقود خلية النحل. كان الاكتشاف مهمًا لكونه أول كواكب اكتشفت نجوماً تدور في مدارات مثل شمسنا و التي تقع في مجموعات نجمية. حيث تم اكتشاف الكواكب سابقاً في مثل هذه المجموعات ، و لكنها لا تدور حول النجوم مثل الشمس و تم تسمية الكوكبين بـ Pr0201 b و Pr0211 b . يشير الحرف " b " في نهاية أسمائهم إلى أن الأجسام كواكب و لُخصت الأكتشافات إلى أن الكوكبين من فئة بتُدى بالـ المشتري الحار ، و هي كواكب غازية ضخمة مشابهة لكوكب المشتري تدور بالقرب من نجومها الأم على عكس كوكب المشتري ، منذ أكتشاف الكوكبين ، تم أكتشاف أربعة كواكب أخرى على الأقل بواسطة تلسكوب كيبلر الفضائي .

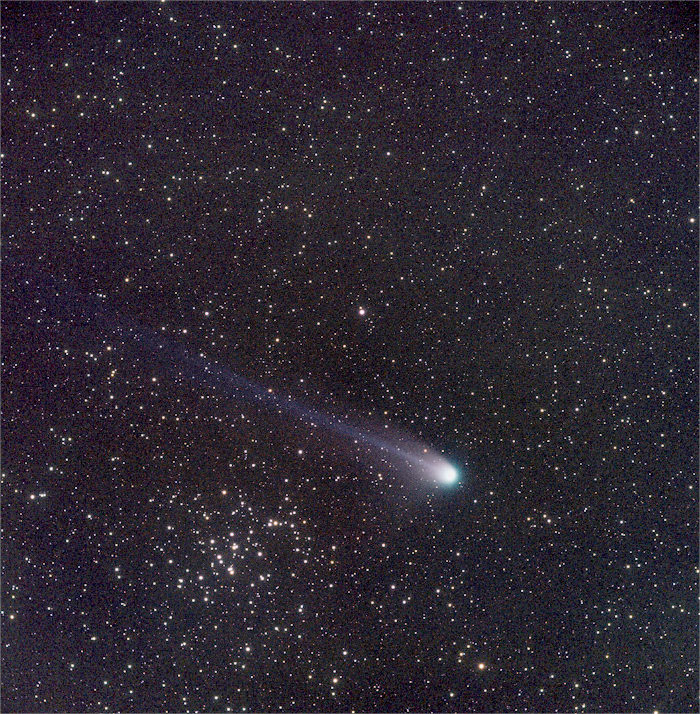
صورة للمذنب C / 2001 Q4 (NEAT) بجوار مسييه 44

## اقرأ أيضا
- مجرة
- قزم أبيض
- عملاق أحمر
- نجم
- مجرة حلزونية
- مجرة إهليجية
- الانفجار العظيم
- خط زمني للانفجار العظيم
- نجم نيوتروني
- ثقب أسود

## وصلات خارجية
- موقع الكون